# Jakaya Kikwete
Jakaya Mrisho Kikwete, né le 7 octobre 1950 à Msoga (en) aux environs de Bagamoyo, est un économiste et homme d'État tanzanien. Elu le 31 janvier 2008 au sommet d'Addis-Abeba pour un mandat d'un an, il est président de l'Union africaine . Du 21 décembre 2005 au 5 novembre 2015, il devient président de la république unie de Tanzanie.

## Biographie

### Enfance, éducation et débuts
Kikwete nait à Msoga (en), situé dans le district de Bagamoyo au Tanganyika, en 1950.

### Carrière
En tant que cadre du Chama Cha Mapinduzi (CCM), Kikwete joue plusieurs rôles au sein du parti : il est transféré d'un poste à un autre et fait l'objet de déplacements fréquents pour occuper différentes fonctions dans le parti. Quand l'Union nationale africaine du Tanganyika (TANU) et le Parti Afro-Shirazi (ASP) de Zanzibar fusionnent pour former le CCM en 1977, Kikwete est transféré à Zanzibar et est chargé de mettre en place l'organisation et l'administration du nouveau parti dans les îles de l'archipel. En 1980, il est transféré au siège du parti en tant qu'administrateur du siège de Dar es Salaam et chef du département de la défense et de la sécurité avant de déménager à nouveau et d'être affecté dans les bureaux régionaux et de district du parti de la région de Tabora entre 1981 et 1984, de la région de Singida et du district de Nachingwea entre 1986 et 1988 ainsi que du district de Masasi en 1988, ces deux derniers districts étant situés dans les régions méridionales du pays de Lindi et Mtwara respectivement. En 1988, il est nommé au sein du gouvernement central.
En 1994, à 44 ans, il est nommé ministre des Finances et devient par le fait-même l'une des personnes les plus jeunes à occuper cette fonction de l'histoire de la République unie de Tanzanie. En décembre 1995, il est nommé ministre des Affaires étrangères et de la Coopération internationale, nommé par le président Benjamin William Mkapa du gouvernement de la troisième phase. Il occupe ce poste pendant dix ans, jusqu'à ce qu'il soit élu président de la République unie de Tanzanie en décembre 2005, devenant ainsi la personne ayant occupé la fonction de ministre des Affaires étrangères le plus longtemps au pays. Durant son mandat au ministère des Affaires étrangères, la Tanzanie joue un rôle important dans l'établissement de la paix dans la région des Grands Lacs, en particulier au Burundi et en République démocratique du Congo (RDC). Kikwete s'implique également dans le processus de reconstruction de l'intégration régionale en Afrique de l'Est. Plus précisément, il s'implique dans le processus délicat d'établissement d'une union douanière entre les trois pays de la Communauté d'Afrique de l'Est qui regroupe le Kenya, l'Ouganda et la Tanzanie.
Kikwete participe également à l'initiation et devient coprésident du Processus d'Helsinki sur la mondialisation et la démocratie. Le 4 mai 2005, Kikwete sort vainqueur parmi les 11 membres du CCM qui concourent pour la nomination du candidat présidentiel du parti aux prochaines élections générales. Après l'élection générale multipartite du 14 décembre 2005, il est déclaré vainqueur par la Commission électorale le 17 décembre et prête serment en tant que quatrième président de la République unie de Tanzanie le 21 décembre.
Le 26 mai 2013, Kikwete déclare lors d'une réunion de l'Union africaine (UA) que si le président congolais démocratique Joseph Kabila peut négocier avec le Mouvement du 23 Mars, le président ougandais Yoweri Museveni et le président rwandais Paul Kagame devraient également être en mesure de négocier respectivement avec les Forces démocratiques alliées–Armée nationale pour la libération de l'Ouganda et les Forces démocratiques de libération du Rwanda. En réponse, Museveni exprime sa volonté de négocier.
Le 31 janvier 2016, le président de la Commission de l'Union africaine, le Dr Nkosazana Zuma, nomme Jakaya Kikwete comme haut représentant de l'Union africaine en Libye. Après la crise en Libye, le rôle de Kikwete sera de diriger les efforts de l'UA pour instaurer la paix et la stabilité en Libye. Plus tard cette année-là, il est nommé par le secrétaire général des Nations unies, Ban Ki-moon, pour faire partie du Groupe principal du Mouvement pour le renforcement de la nutrition.